# فرودگاه پورت برژه
 فرودگاه پورت برژه (به انگلیسی: Port Bergé Airport) یک فرودگاه همگانی با کد یاتا WPB است . این فرودگاه در کشور ماداگاسکار قرار دارد و در ارتفاع ۶۵ متری از سطح دریا واقع شده است.